# Д.П.О.
«Д.П.О.» (англ. «D.P.O.») — 3-й эпизод 3-го сезона сериала «Секретные материалы», главные герои которого — Фокс Малдер (Дэвид Духовны) и Дана Скалли (Джиллиан Андерсон), агенты ФБР, расследующие сложно поддающиеся научному объяснению преступления, называемые «Секретными материалами». В данном эпизоде Малдер и Скалли расследуют гибель молодого мужчины, вызванную сильнейшим разрядом электрического тока. В ходе расследования агенты выходят на юного автомеханика Дарина Питера Освальда, который готов ради забавы или  от неразделенной любви применять свои сверхспособности для убийств. Эпизод принадлежит к типу «монстр недели» и никак не связан с основной «мифологией сериала», заданной в первой серии.
Премьера «Д.П.О» состоялась 6 октября 1995 года на телеканале FOX. В США количество зрителей, видевших премьерный показ, оценивается в 15,57 миллиона человек. Эпизод получил преимущественно положительные отзывы от критиков, отмечавших операторскую работу, актёрское мастерство исполнителей гостевых ролей и оригинальные сценарные находки.

## Сюжет
В игровом центре в захолустном Коннервилле, Оклахома, двое молодых людей, Джэк Хэммонд и Дарин Питер Освальд, конфликтуют из-за автомата с игрой «Virtua Fighter 2» в присутствии сотрудника центра – друга Освальда по кличке «Зеро». Хэммонд толкает Освальда, и внезапно все автоматы отключаются, кроме музыкального аппарата. Обескураженный Хэммонд ретируется, но гибнет внутри своего кабриолета, получив смертельный разряд тока. Освальд, наблюдавший за смертью Хэммонда, возвращается к игре.
Малдер и Скалли прибывают в Коннервил, так как Хэммонд стал пятым по счету местным жителем, пострадавшим от предполагаемого удара молнии. В морге шериф объясняет агентам, что в окрестностях находится обсерватория, которая занимается изучением и генерированием молний. В игровом центре, пока Скалли безрезультатно опрашивает Зеро о произошедшем, Малдер обнаруживает инициалы «Д.П.О» в таблице рекордов «Virtua Fighter 2», понимая, что «Д.П.О» был здесь во время смерти Хэммонда. Освальд также числится единственным выжившим из пяти человек, подвергнувшихся удару молнии. Допрос Освальда на его рабочем месте, в автомастерской Фрэнка Кивита, не дает ничего, зато у Малдера странным образом в кармане пиджака плавится его сотовый телефон.
Напуганный присутствием ФБР Зеро приходит домой к Освальду, но тот игнорирует его опасения. Придя на коровье пастбище, Освальд вызывает молнию, которая бьет в него самого, но не причиняет вреда. На следующий день Малдер и Скалли осматривают трупы коров на том же пастбище и находят застеклившийся в песке отпечаток подошвы, благодаря чему выходят на Освальда, в доме у которого, внутри порножурнала находят фото его учительницы – Шэрон Кивит, жены Фрэнка. В это время Освальд развлекается на удалённом перекрестке, манипулируя светофорными сигналами. На место созданной Освальдом аварии в числе прочих прибывает Фрэнк Кивит, но его неожиданно хватает сердечный приступ. Освальд спасает начальника, пустив электрический разряд руками, к удивлению врачей «Скорой». Очередной допрос Освальда ничего не дает, хотя в медицинской истории подростка агенты находят свидетельство острого дисбаланса электролитов в его крови. Выпущенный из-под стражи шерифом Освальд той же ночью убивает молнией Зеро, решив, что тот выдал его агентам.
Узнав об освобождении Освальда, агенты спешат в больницу, где находится Фрэнк Кивит. В больнице отключается электричество, тогда как работающий лифт привозит тело Зеро. Освальд находит Шэрон, которая, из страха за жизнь мужа соглашается уйти с подростком, но вмешательство шерифа снаружи позволяет ей убежать. Разъяренный Освальд вызывает молнию, которая бьет его и убивает шерифа. Освальда помещают в психиатрическую больницу, но местный прокурор не знает, как строить против него дело. Наблюдая за Освальдом внутри камеры, агенты видят, как тот, используя свои сверхспособности, переключает телеканалы.

## Производство
Задумка эпизода под названием «Мальчик-молния» существовала на сценарной карточке в кабинете Криса Картера, начиная с первого сезона. Идея получила развитие, когда авторская группа решила посмотреть на сверхъестественные способности антагониста как на «метафору маргинализированного взросления». Сценарист Говард Гордон описал концепцию эпизода как «Бивис и Баттхед под напряжением». Поскольку «Д.П.О.» следовал за группой «мифологических» эпизодов, сценаристы рассматривали возможность включения некоторых «мифологических» концепций, но в итоге отказались от этого замысла, так как Картер стремился четко разделять основную сюжетную линию и «монстров недели».
Джованни Рибизи пробовался на роль Дэрина дважды: Картеру не понравилась первая проба, но директор по кастингу, Рик Милликан, убедил создателя сериала прослушать Рибизи повторно, и Картер изменил своё первоначальное мнение. Член авторского коллектива сериала, Фрэнк Спотниц, позднее назвал работу Рибизи «очень, очень хорошей». Персонаж Рибизи получил имя в честь сценариста и актёра сериала Дэрина Моргана в традиционной для «Секретных материалов» манере вплетать юмористические отсылки для «своих», где под «своими» подразумеваются члены съёмочной группы. Таким же образом в сценарии появилась «Обсерватория  Астадуриан», названная в честь секретарши Картера – Мэри Астадуриан. А вот шериф Теллер получил фамилию в честь комедианта Теллера, который должен был принять участие в съёмках одного из эпизодов, но из-за своей занятости так и не смог этого сделать.
Эпизод потребовал значительных усилий от постановщиков. Большая работа была проделана по созданию специального светофора и рекламного щита для сцены, где Освальд устраивает аварии. Но ещё более сложная задача была поставлена перед специалистом сериала по спецэффектам, Дэвидом Готье, который построил  уникальный агрегат для сцен с молниями. Аппарат находился в выкопанной для этих целей яме и через систему зеркал и генераторов создавал эффект разряда молнии. Мощность агрегата достигала 2,9 миллиона кандел, а производимой энергии было достаточно, чтобы поджечь траву. Для безопасности Рибизи актёр стоял на приподнятой платформе, скрытой от зрителя при помощи нужных ракурсов. Актёры, которых по сценарию поражала молния, надевали специальные огнеупорные подкладки. А вот коровы, которых Освальд убивал молниями на пастбище в оставшихся за кадром сценах, должны были быть искусственные из-за проблем с получением разрешения на использование настоящих трупов. Однако фальшивые коровы выглядели неестественно, и продюсерам все равно пришлось просить труп настоящей коровы на скотобойне. В свою очередь, фермерский дом, игравший роль места жительства Освальда, находился в Албионе, Британская Колумбия и ранее использовался для съёмок фильмов «Дженнифер-восемь»  и «Джуманджи.
Для режиссёра эпизода, Кима Мэннерса, работа была омрачена личной трагедией: в это время погиб его лучший друг. Производственная команда была согласна заменить Мэннерса, но он настоял на том, чтобы продолжить руководство съёмками.

## Эфир и отзывы
Премьера эпизода состоялась на канале Fox 6 октября 1995 года. Рейтинг Нильсена составил 10,9 балла с долей в 20,0, означающий, что примерно 10,9 процента из всех оборудованных телевизором домохозяйств в США и 20 процентов от всех домохозяйств, смотревших телевизор в тот вечер, были настроены на премьеру эпизода. Количество зрителей, смотревших премьеру, оценивается в 15,57 миллиона человек.
От критиков эпизод получил преимущественно положительные отзывы. «Entertainment Weekly» присвоил серии оценку «B+» (3,5 балла из 4-х), посчитав, что недостаток  действия уравновешивается прекрасной операторской работой и «поистине уморительным социопатическим весельем». Тодд ван дер Верфф, обозреватель «The A.V. Club», дал «Д.П.О.» аналогичную оценку, похвалив актерское мастерство Рибизи и Блэка. Ван дер Верфф также отметил «сцены, уверенно следующие по тонкой грани между ужасами и комедией», похвалив режиссуру как сместившуюся от «постоянно интересной к постоянно кинематографичной». Джейн Голдман в книге «The X-Files Book of the Unexplained» (рус. Книга необъяснимого в “Секретных материалах”) написала, что комбинация «четко выстроенных диалогов» от Говарда Гордона и «зажигательное представление» в исполнении Рибизи делают Дарина Освальда «одним из наиболее памятных персонажей третьего сезона». В статье для «Den of Geek» Нина Сорди поставила «Д.П.О.» на второе место (после «Последнего отдыха Клайда Брукмана») в списке лучших отдельных эпизодов третьего сезона. Сорди впечатлило как «тихая, жуткая сила» персонажа Рибизи «в конце концов взрывается смертоносной яростью», в то время как полусонный прихвостень в исполнении Блэка, в итоге, оказывается обречён.
Сюжет «Д.П.О.» был адаптирован для новеллы под названием «Напряжение» за авторством Нила Шустермана в 1996 году.